# Республика Корея на зимних Олимпийских играх 1994
Республика Корея принимала участие в Зимних Олимпийских играх 1994 года в Лиллехамере (Норвегия) в двенадцатый раз за свою историю, и завоевала одну бронзовую, одну серебряную и четыре золотые медали. Сборную страны представлял 21 спортсмен, в том числе 10 женщин. Все медали корейцы завоевали исключительно в шорт-треке.

## Золото
- Шорт-трек, мужчины, 500 метров — Чхэ Джихун.
- Шорт-трек, мужчины, 1000 метров — Ким Гихун.
- Шорт-трек, женщины, 1000 метров — Чон Игён.
- Шорт-трек, женщины, 3000 метров, эстафета —  Чон Игён, Ким Рянхи, Ким Сохи, Ким Юнми, Вон Хегён.

## Серебро
- Шорт-трек, мужчины, 1000 метров — Чхэ Джихун.

## Бронза
- Шорт-трек, женщины, 1000 метров — Ким Сохи.